# Aeroportul Mamburao
Aeroportul Mamburao (IATA: MBO, ICAO: RPUM) este un aeroport din Filipine ce deservește zona Mamburao⁠(d). Aeroportul a fost tranzitat în 2021 de 540 de pasageri. A fost numit după zona deservită.
Situat la o altitudine de 4 m, aeroportul dispune de o singură pistă. Este operat de Civil Aviation Authority of the Philippines⁠(d).